# Rosa 'English Garden'
'English Garden' ('AUSbuff' es el nombre del obtentor registrado), es un cultivar de rosa que fue conseguido en Reino Unido en 1986 por el rosalista británico David Austin.

## Descripción
'English Garden' es una rosa moderna cultivar del grupo « English Rose Collection ».
El cultivar procede del cruce de Semillas: 'Lilian Austin' y Polen: planta de semillero x 'Iceberg' (floribunda, Kordes 1958).
Las formas arbustivas del cultivar tienen porte erguido que alcanza más de 90 a 100 cm de alto con 75 a 120 cm de ancho. Las hojas son de color verde oscuro mate de tamaño medio, follaje coriáceo.
Sus delicadas flores de color albaricoque y mezclas de albaricoque. Fragancia de rosa híbrido de té. Flor con 45 pétalos. El diámetro medio de 3,5". Tamaño de flor mediano, dobles (17 a 25 pétalos), en pequeños grupos, en forma de copa, en cuartos, rosetón.
Florece de una forma prolífica, floración en oleadas a lo largo de la temporada.

## Origen
El cultivar fue desarrollado en Reino Unido por el prolífico rosalista británico David Austin en 1986. 'English Garden' es una rosa híbrida con ascendentes parentales de cruce de Semillas: 'Lilian Austin' y Polen: planta de semillero x 'Iceberg' (floribunda, Kordes 1958).
El obtentor fue registrado bajo el nombre cultivar de 'AUSbuff' por David Austin en 1986 y se le dio el nombre comercial de exhibición 'English Garden'™.
También se le reconoce por los sinónimos de 'AUSbuff', y 'Schloss Glücksburg'.
- La rosa fue conseguida antes de 1986 e introducida en el Reino Unido por David Austin Roses Limited (UK) en 1986 como 'English Garden'.[1]
- La rosa 'English Garden' fue introducida en Estados Unidos con la patente "United States - Patent No: PP 7,214".[1]
- La rosa 'English Garden' fue introducida en Nueva Zelanda con la patente "New Zealand - Patent No: 521  on  20 Aug 1990".[1]

## Cultivo
Aunque las plantas están generalmente libres de enfermedades, es posible que sufran de punto negro en climas más húmedos o en situaciones donde la circulación de aire es limitada.
Se desarrollan mejor a pleno sol. En América del Norte son capaces de ser cultivadas en USDA Hardiness Zones 5b a 10b. La resistencia y la popularidad de la variedad han visto generalizado su uso en cultivos en todo el mundo.
Puede ser utilizado para las flores cortadas, jardín o recipiente contenedor para jardín de patio. Vigorosa. En la poda de Primavera es conveniente retirar las cañas viejas y madera muerta o enferma y recortar cañas que se cruzan. En climas más cálidos, recortar las cañas que quedan en alrededor de un tercio. En las zonas más frías, probablemente hay que podar un poco más que eso. Requiere protección contra la congelación de las heladas invernales.

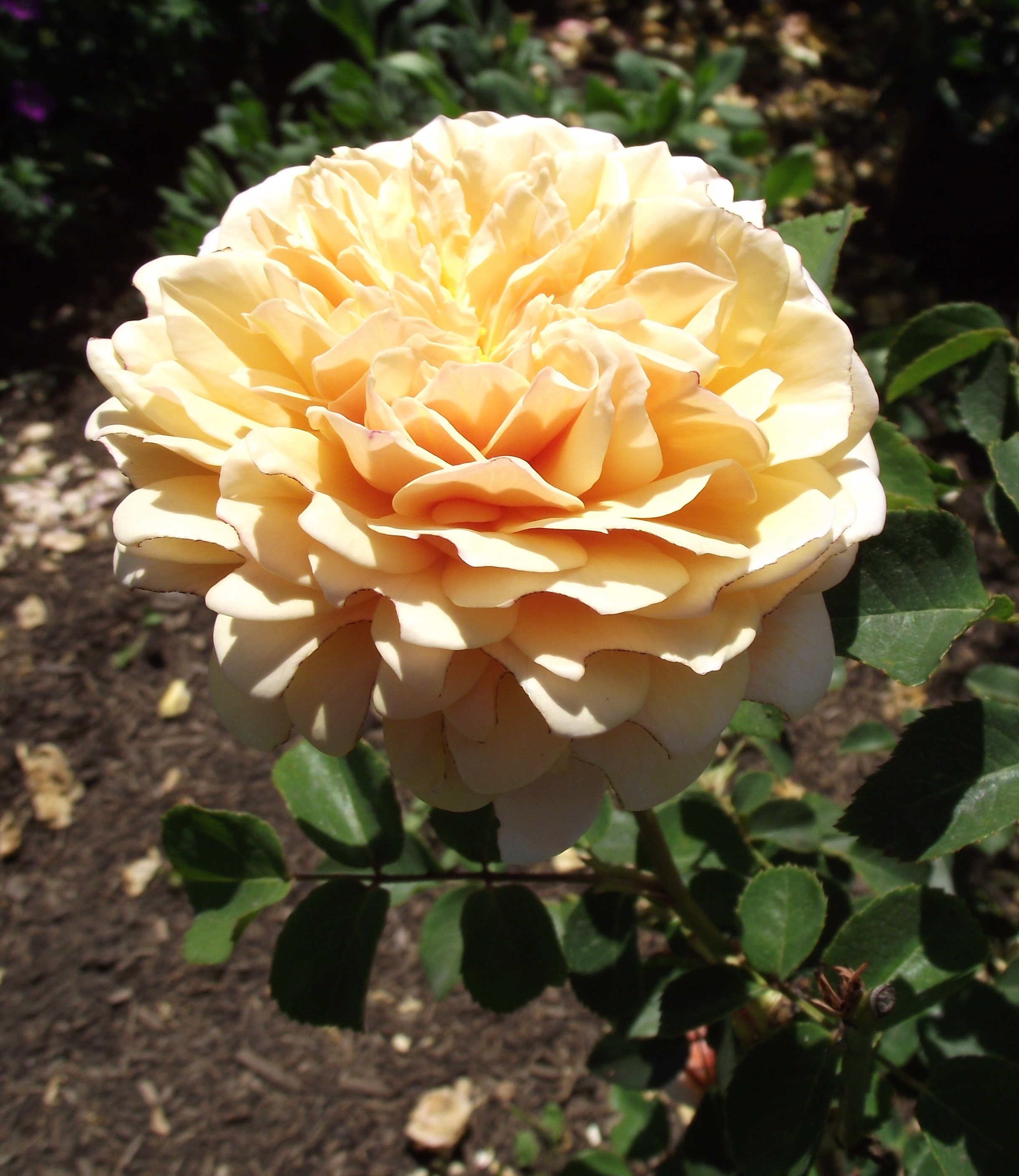
Rosa 'English Garden' en el Los Angeles County Arboretum, Arcadia,  California.
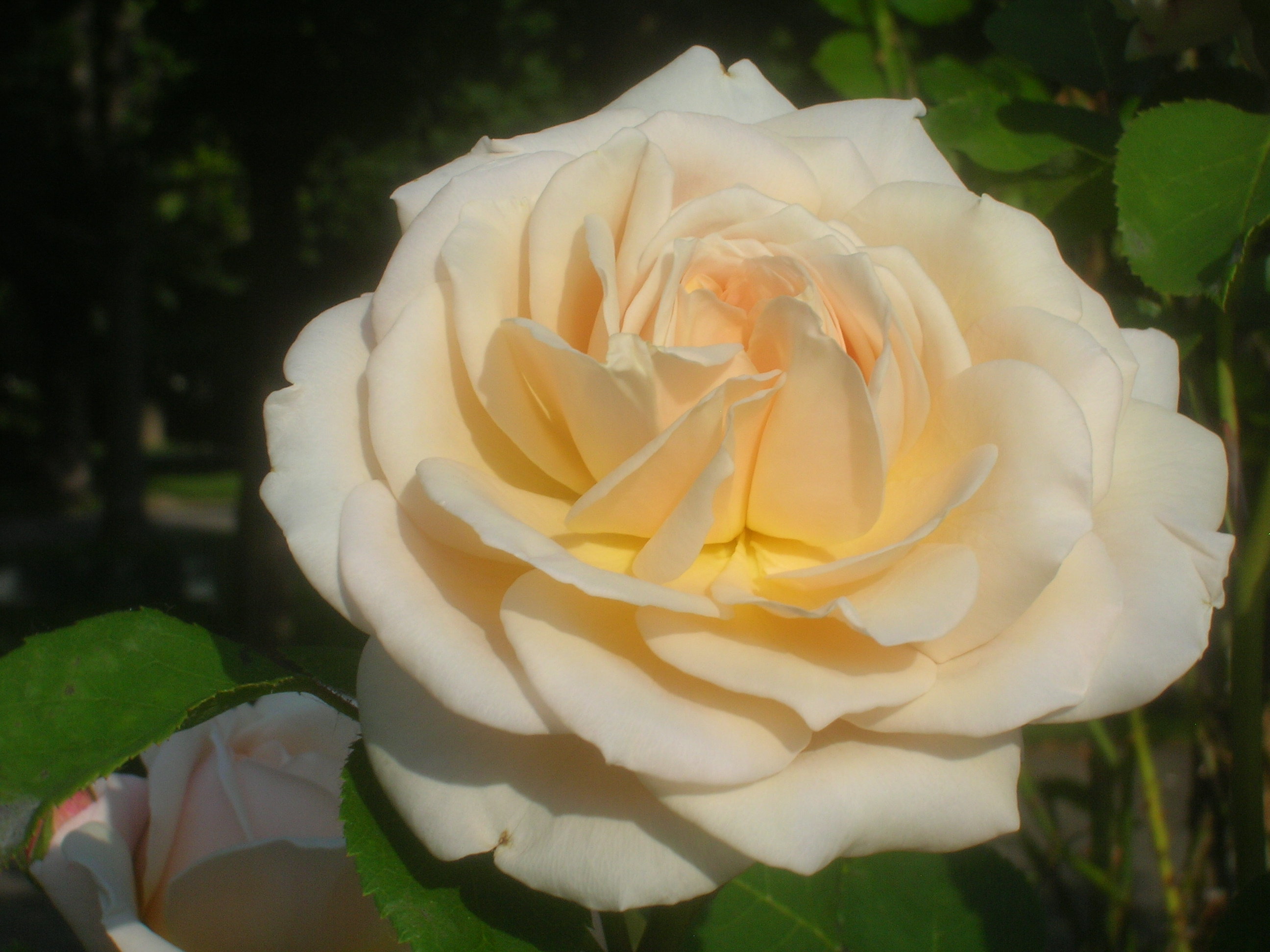
Rosa 'English Garden' en el Volksgarten en Viena.